# Поддубровинское сельское поселение
Поддубровинское се́льское поселе́ние — муниципальное образование в Викуловском районе Тюменской области Российской Федерации.
Административный центр — село Поддубровное.

## История
Статус и границы сельского поселения установлены Законом Тюменской области от 5 ноября 2004 года № 263 «Об установлении границ муниципальных образований Тюменской области и наделении их статусом муниципального района, городского округа и сельского поселения».

## Население
| 2010 | 2011 | 2012 | 2013 | 2014 | 2015 | 2016 |
| ---- | ---- | ---- | ---- | ---- | ---- | ---- |
| 773  | ↘772 | ↘761 | ↗765 | ↘761 | ↘756 | ↘738 |
| 2017 | 2018 | 2019 | 2020 | 2021 |      |      |
| ↘720 | ↘711 | ↘686 | ↘659 | ↗667 |      |      |

## Состав сельского поселения
| № | Населённый пункт | Тип населённого пункта       | Население |
| - | ---------------- | ---------------------------- | --------- |
| 1 | Малышево         | село                         | 96        |
| 2 | Одино            | село                         | 147       |
| 3 | Поддубровное     | село, административный центр | 509       |
| 4 | Юшкова           | деревня                      | 21        |